# Lele Melotti
Lele Melotti (Bologna, 20 settembre 1953) è un batterista italiano.

## Biografia
Lele Melotti si è avvicinato alla batteria durante l'adolescenza, cominciando a suonare con amici della scuola Ragioneria. Ha iniziato gli studi formali seguendo il corso di percussioni al conservatorio di Bologna, e successivamente si è formato alla batteria con il maestro Enrico Lucchini.
Ha cominciato la carriera professionale con orchestre da ballo e con la big band del conservatorio.
Ha accompagnato molti artisti, tra cui Milva, Mango, Amedeo Minghi, Rossana Casale, Bungaro, Tazenda, Giuni Russo, Mia Martini, Max Gazzè, Al Bano e Romina Power, Riccardo Fogli, Toto Cutugno, Irene Fargo, Fabrizio Voghera, Massimo Di Cataldo, Danilo Amerio, Luca Madonia, Alessandro Canino, Franco Fasano, Paolo Carta, Alessandro Bono, Lighea, Massimo Bubola, Dolcenera,   Fiordaliso, Aleandro Baldi, Umberto Tozzi, Francesca Alotta, Cristiano De André, Andrea Bocelli, Claudio Lolli, Luca Carboni, Franco Battiato, Samuele Bersani, Ron, Donatella Rettore, Anna Tatangelo, Gigi D'Alessio, Fiorello, Francesco Renga, Raf, Giorgia, Paola Turci, Andrea Mingardi, Gianna Nannini, Alice, Luca Barbarossa, Irene Grandi, Gianluca Grignani, Gianni Togni, Giorgio Gaber, Enzo Jannacci, Marco Masini, Renato Zero (ad esempio, nel tour Zero a Zero - Una sfida in musica), Eros Ramazzotti, Michele Zarrillo, Paolo Conte, Gino Paoli, Roberto Vecchioni, Edoardo Bennato, Anna Oxa, Vasco Rossi, Pierangelo Bertoli, Mango, Nek, Marco Carta, Ivano Fossati, Lucio Dalla, Luciano Ligabue, Max Pezzali, Pino Daniele, Fabio Concato,  Marco Ferradini, Fiorella Mannoia, Jovanotti, Leda Battisti, Randy Crawford, Fabrizio De André, Mina, Loredana Bertè, Ivana Spagna, Zucchero Fornaciari, Adriano Celentano, Angelo Branduardi, Sergio Caputo, 
Francesco Baccini.
Lele Melotti ha suonato con l'orchestra di Sanremo, in tre edizioni del festival (nel 1990, 1991 e 1992) e in tutte e tre le edizioni dell'orchestra del programma Io canto.

## Discografia parziale

### Con Franco Fasano
- 1990 - Un cielo che non sai
- 1992 - Tempo al tempo

### Con Fabrizio De Andrè
- 1981 - Fabrizio De André (Dischi Ricordi)
- 1990 - Le nuvole (Dischi Ricordi/Fonit Cetra)

### Con Vasco Rossi
- 1981 - Siamo solo noi (Targa)
- 1982 - Vado al massimo (Carosello)
- 1983 - Bollicine (Carosello)
- 1984 - Va bene, va bene così (Carosello)
- 1985 - Cosa succede in città (Carosello)
- 1987 - C'è chi dice no (Carosello)
- 1989 - Liberi liberi (Carosello)
- 1993 - Gli spari sopra (EMI)
- 2008 - Il mondo che vorrei (EMI)

### Con Caterina Caselli
- 1990 - Amada mia

### Con Alessandra Amoroso
- 2009 - Stupida

### Con Zucchero Fornaciari
- 1983 - Un po' di Zucchero
- 1985 - Zucchero & The Randy Jackson Band

### Con Dori Ghezzi
- 1983 - Piccole donne
- 1987 - Velluti e carte vetrate
- 1989 - Il cuore delle donne

### Con Mina
- 2006 - Bau
- 2009 - Facile
- 2010 - Caramella
- 2011 - Piccolino
- 2014 - Selfie
- 2018 - Maeba

### Con Fiordaliso
- 1985 - A ciascuno la sua donna
- 1991 - Il portico di Dio
- 1992 - Io ci sarò

### Con Adriano Celentano
- 1982 - Uh... uh... (Clan Celentano)
- 1983 - Atmosfera (Clan Celentano)
- 1986 - I miei americani 2 (Clan Celentano)
- 1987 - La pubblica ottusità (Clan Celentano)
- 1996 - Arrivano gli uomini (Clan)
- 1999 - Io non so parlar d'amore (Clan Celentano)
- 2000 - Esco di rado e parlo ancora meno (Clan Celentano)
- 2007 - Dormi amore, la situazione non è buona (Clan Celentano)

### Con Samuele Bersani
- 1992 - C'hanno preso tutto
- 2009 - Manifesto abusivo

### Con Loretta Goggi
- 1987 - C'è poesia due

### Con Edoardo Bennato
- 1983 - È arrivato un bastimento (Ricordi)
- 1995 - Le ragazze fanno grandi sogni (EMI)

### Con Raffaella Carrà
- 1982 - Raffaella Carrà 82
- 2018 - Ogni volta che è Natale

### Con Andrea Mingardi
- 1998 - Canto per te

### Con Patrizia Bulgari
- 1991 - Giselle e...
- 1992 - Il bar degli arrivisti
- 1995 - Aspettando Berenice

### Con Francesco Baccini
- 1989 - Cartoons
- 1990 - Il pianoforte non è il mio forte
- 1992 - Nomi e cognomi
- 2007 - Dalla parte di Caino

### Con Fiorello
- 1996 - Saro Fiorello

### Con Marco Masini
- 1991 - Malinconoia
- 1995 - Il cielo della vergine

### Con Franco Simone
- 1984 - Camper
- 1985 - Ritratto
- 1989 - Totò

### Con Roberto Vecchioni
- 1984 - Il grande sogno (CGD)
- 1997 - El bandolero stanco (EMI)
- 1999 - Sogna ragazzo sogna (EMI)
- 2002 - Il lanciatore di coltelli (EMI)
- 2011 - Chiamami ancora amore (Universal Music Group)

### Con Sal Da Vinci
- 2016 - Non si fanno prigionieri

### Con Vincenzo Incenzo
- 2018 - Credo

### Con Jovanotti
- 1990 - Giovani Jovanotti

### Con Fabio Concato
- 1984 - Fabio Concato (Philips Records)
- 1992 - In viaggio (Mercury/PolyGram)

### Con Giuni Russo
- 1984 - Mediterranea (CGD)
- 1986 - Giuni (Bubble/Ricordi)

### Con Mariella Nava
- 1998 - Dimmi che mi vuoi bene
- 1999 - Così è la vita

### Con Mango
- 1985 - Australia
- 1987 - Adesso
- 1988 - Inseguendo l'aquila
- 1992 - Come l'acqua

### Con Pierangelo Bertoli
- 1985 - Petra (CGD)
- 1990 - Oracoli (Ricordi)
- 1992 - Italia d'oro (Ricordi)
- 1993 - Gli anni miei (Ricordi)
- 1997 - Angoli di vita (Crisler)
- 2002 - 301 guerre fa (BMG Ricordi)

### Con Toto Cutugno
- 1985 - Per amore o per gioco (Baby Records)
- 1986 - Azzurra malinconia (EMI)
- 1987 - Mediterraneo (Toto Cutugno) (EMI)
- 2002 - Il treno va...

### Con Fiorella Mannoia
- 1986 - Fiorella Mannoia
- 1988 - Canzoni per parlare
- 1989 - Di terra e di vento
- 1992 - I treni a vapore
- 1994 - Gente comune
- 1997 - Belle speranze
- 2001 - Fragile
- 2009 - Ho imparato a sognare
- 2012 - Sud

### Con Amedeo Minghi
- 1987 - Serenata (Durium)
- 1998 - Decenni (EMI)

### Con Gatto Panceri
- 1984 - A 100 metri da casa
- 1989 - Il suono del Gatto
- 1991 - Cavoli amari
- 1993 - Succede a chi ci crede
- 1997 - Stellina
- 1999 - Cercasi amore
- 2001 - Vibrazioni

### Con Biagio Antonacci
- 1989 - Sono cose che capitano

### Con i Tazenda
- 1988 - Tazenda (Dischi Ricordi)
- 1992 - Limba (Visa Record)
- 1997 - Il Sole di Tazenda (BMG Ricordi)
- 2007 - Vida (Radiorama)
- 2012 - Ottantotto (Vida Records)

### Con Enzo Jannacci
- 1985 - L'importante
- 1987 - Parlare con i limoni
- 1991 - Guarda la fotografia
- 1994 - I soliti accordi
- 2001 - Come gli aeroplani

### Con Lucio Dalla
- 1990 - Cambio

### Con Irene Fargo
- 1990 - Irene Fargo (Carosello/Ricordi)
- 1992 - La voce magica della luna (Carosello)
- 1993 - Labirinti del cuore (Carosello/Ricordi)

### Con Danilo Amerio
- 1992 - Lato latino (Fonit Cetra)
- 1994 - Danilo Amerio (Fonit Cetra)

### Con Milva
- 1993 - Uomini addosso (Ricordi)

### Con Pino Daniele
- 1993 - Che Dio ti benedica (CGD)
- 1995 - Non calpestare i fiori nel deserto (CGD)
- 2001 - Medina (RCA)

### Con Luca Madonia
- 1993 - Bambolina (WEA)

### Con Rossana Casale
- 1993 - Alba argentina (CGD)

### Con Eugenio Finardi
- 1989 - Il vento di Elora

### Con Mia Martini
- 1994 - La musica che mi gira intorno

### Con Renato Zero
- 1994 - L'imperfetto
- 1995 - Sulle tracce dell'imperfetto
- 1998 - Amore dopo amore
- 2000 - Tutti gli Zeri del mondo
- 2001 - La curva dell'angelo
- 2003 - Cattura
- 2005 - Il dono
- 2009 - Presente
- 2013 - Amo - Capitolo I
- 2013 - Amo - Capitolo II
- 2016 - Alt
- 2017 - Zerovskij
- 2020 - Zerosettanta
- 2023 - Autoritratto

### Con Luciano Ligabue
- 1994 - A che ora è la fine del mondo? (WM Italy)

### Con Massimo Di Cataldo
- 1995 - Siamo nati liberi (Epic)
- 1996 - Anime (Epic)

### Con Gianni Togni
- 1984 - Stile libero
- 1985 - Segui il tuo cuore
- 1987 - Di questi tempi
- 1992 - Singoli
- 1997 - Ho bisogno di parlare

### Con Angelo Branduardi
- 1998 - Il dito e la luna (EMI)
- 2011 - Così è se mi pare (EMI)

### Con Francesco Renga
- 2002 - Tracce

### Con Ivano Fossati
- 2003 - Lampo viaggiatore

### Con Riccardo Fogli
- 2005 - Ci saranno giorni migliori

### Con Michele Zarrillo
- 2011 - Unici al mondo

### Con Max Pezzali
- 2013 - Max 20 (Warner Music Italy)